# Медиапрайминг
Медиапрайминг — это социологическая концепция, согласно которой активация в сознании индивида одной мысли может вызвать активацию мыслей, семантически близких ей. Теория медиа-прайминга гласит, что образы, используемые СМИ, могут использоваться для манипуляции общественным сознанием путём стимулирования у аудитории мыслей, так или иначе связанных с инициальными (посылаемыми).
Являясь ответвлением  ассоциативной сетевой модели человеческой памяти, своё начало теория медиапрайминга берет в когнитивной психологии. Ассоциативная модель предполагает, что всякая идея или концепция в памяти человека хранится в виде отдельной ноды (узла) в составе сети, и связана с другими нодами при помощи семантических путей. Прайминг по своей сути есть активация определенной ноды, которая может в дальнейшем служить фильтром, контекстуальной основой или отправной точкой для формирования индивидом суждений и оценок.

## Прайминг в рамках общей модели агрессии
Бо́льшая часть исследований и социально-психологических экспериментов, посвященных исследованию данного феномена, рассматривают его в контексте общей модели агрессии, призванной интегрировать теорию прайминга в теорию социального обучения. Общая модель агрессии постулирует тезис о том, что поведение, предварительно приобретенное в результате научения, может быть искусственно стимулировано при помощи определенных мыслей, эмоций или физиологических состояний, провоцируемых сообщениями СМИ. Однако в последние годы общая модель агрессии стала объектом серьезной критики по отношению к её (предположительно ложным) основным положениям и недостаточной доказательной базе.

## Политический медиапрайминг
Согласно одному из определений, политический медиапрайминг — это «процесс, в ходе которого СМИ обращают внимание общественности на некоторые вопросы и проблемы и замалчивают другие, тем самым изменяя критерии, согласно которым электорат оценивает баллотирующихся кандидатов». Ряд исследований продемонстрировал наличие отдельной плоскости влияния СМИ, принципиально отличающейся от банального определения «повестки дня», то есть контролирования круга вопросов, находящихся в центре общественного внимания, путём выставления определенных тем на публичное обсуждение. Первыми в 1982 г. эту плоскость описали исследователи Иенгар, Питерс и Киндер, которые и создали неологизм «прайм-эффект». Теория политического прайминга основывается на предположения о том, что люди не обладают достаточными знаниями о происходящих в обществе политических процессах и не учитывают все имеющуюся у них информацию при принятии политических решений. Вместо этого, люди склонны принимать во внимание лишь те сведения, которые лежат на поверхности информационного поля. Путём привлечения внимания к одним аспектам общественной жизни за счет аспектов других, СМИ в конечном счете могут способствовать принятию решения голосовать за того или иного кандидата.
Следует отметить, что теория прайминга идет рука об руку с теорией установления «повестки дня». Причин для этого союза несколько. Во-первых, как утверждают исследователи Хэсти и Парк, обе теории тесно связаны с концепцией приоритетного воспоминания «заметной» информации, постулирующей идею о том, что люди при принятии решений склонны прибегать в первую очередь к той информации, что лежит на поверхности. Вторая причина, как заявляют Иенгар и Киндер, — это тезис о том, что прайминг является второй частью (первая — установление «повестки дня») продолжительного процесса, направленного на манипуляцию общественным сознанием. Сначала формируется «повестка дня», затем настает очередь прайминга, посредством которого СМИ могут «определять критерии, которыми люди руководствуются при принятии политических решений».

## Исследования, посвященные медиапраймингу
В то время, как по большей части прайминг является процессом непредумышленным, зачастую эффект используется осознанно с целью манипуляции сознанием общественности. В качестве примера одного из ранних случаев использования данной практики Якобс и Шапиро приводят кампанию Джона Кеннеди во время президентских выборов США в 1960 году. Эта кампания примечательна тем, что ней впервые были использованы опросы избирателей, которые впоследствии были интегрированы в стратегию избирательной кампании Кеннеди, что позволило ему изменить свой образ под нужды избирателей. Исследователи обнаружили взаимосвязь между взглядами Кеннеди на те или иные вопросы и результаты, полученные из его частных опросов избирателей. Его кампания сочетала построение имиджа кандидата и внесение изменений в позицию Кеннеди по ряду общественно значимых вопросов, которые больше всего волновали избирателей. Несмотря на то, что исследование не дает ответ на вопросы о том, как и зачем политики используют результаты опросов для воздействия на решения избирателей, Якобсу и Шапиро удалось продемонстрировать, что эффект от прайминга достаточно силён для намеренного его использования политиками в целях манипулирования общественным сознанием.
В 1982 г. Иенгар, Питерс и Киндер начали исследование с целью определить эффект, который может оказать преднамеренный медиа-прайминг на взгляды широкой общественности касательно политической фигуры президента Джимми Картера. Согласно выдвинутой гипотезе, выпячивание ряда общественно-значимых вопросов, таких как, например, оборона и государственные расходы, должно было привести к переоценке электоратом Картера именно во взаимосвязи с затронутыми темами. Данное исследование и привело в итоге к определению таких понятий, как «повестка дня» и прайминг. Сначала Иенгар и его коллеги обнаружили следы формирования «повестки дня». Затем была выявлена и взаимосвязь выпячивания конкретной политической темы и последовавшего за этим изменения в оценке позиции Картера. Тем самым эксперимент указал на потенциал СМИ направлять внимание общественности и влиять на восприятие политических фигур. В то же время, команда Иенгара выяснила, что люди, обладающие достаточно глубоким пониманием происходящих политических процессов, подвержены воздействию эффекта прайминга в меньшей степени. Это привело исследователей к выводу, что прайминг имеет различные последствия на людей в зависимости от их знаний до момента  воздействия на них.